# Limnaecia scoliosema
Limnaecia scoliosema là một loài bướm đêm thuộc họ Cosmopterigidae. Nó được tìm thấy ở Úc.